# Заречье (Гущинское сельское поселение)
Заречье — деревня в Почепском районе Брянской области, входит в состав Гущинского сельского поселения.

## История
В 1964 г. Указом Президиума ВС РСФСР деревня Свинуха переименована в Заречье.

## Население
| 2010 | 2013 |
| ---- | ---- |
| 12   | ↘8   |